# Glänzende Pfeffermuschel
Die Glänzende Pfeffermuschel (Abra nitida) ist eine Muschelart aus der Familie der Pfeffermuscheln (Semelidae). Sie kommt auch in der Nordsee vor.

## Merkmale
Die leicht ungleichklappigen, abgeflachten, im Umriss eiförmigen Gehäuse werden bis zu 13 Millimeter lang. Sie sind leicht ungleichseitig, die Wirbel sitzen deutlich hinter der Mittellinie in Bezug auf die Gehäuselänge. Der hintere annähernd gerade Dorsalrand ist kürzer als der vordere Dorsalrand, sie bilden jedoch einen stumpfen Winkel zueinander. Das Hinterende ist abgestutzt. Der Vorderrand ist weit und regelmäßig gerundet. Er geht in den zunächst breit gerundeten Ventralrand über, der zum Hinterende annähernd gerade verläuft. Das Ligament liegt intern und extern. Das externe Ligament ist ein kleines braunes Band. Das innere Ligament sitzt auf einem länglichen, löffelähnlichen Chondrophor. Das Schloss weist in der linken Klappe einen kleinen Kardinalzahn auf sowie einen sehr schwachen vorderen und hinteren Lateralzahn. In der rechten Klappe sind zwei Kardinalzähne und je ein schwacher vorderer und hinterer Lateralzahn entwickelt. Es sind zwei Schließmuskeln vorhanden. Die Mantelbucht ist sehr tief und endet etwa in der Mitte zwischen Wirbel und vorderem Schließmuskel.
Die perlmuttrig-schimmernde weiße Schale ist dünnwandig und zerbrechlich. Die Oberfläche ist mit feinen konzentrischen Linien ornamentiert. Das Periostracum ist nur ein sehr dünner Überzug. Der Gehäuseinnenrand ist glatt.

### Ähnliche Arten
Die Glänzende Pfeffermuschel ähnelt der Langen Pfeffermuschel (Abra prismatica), ist aber kürzer und kompakter (kleineres Länge-/Höhe-Verhältnis 1,9 zu 2,1)), und die Wirbel sitzen etwas weiter zur Mitte.

## Geographische Verbreitung und Lebensraum
Das Verbreitungsgebiet der Glänzenden Pfeffermuschel reicht vom südlichen Island, Nordnorwegen, entlang der Küsten des Ostatlantiks bis nach Marokko. Sie kommt auch im Mittelmeer sowie in der Nordsee vor.
Sie lebt in schlickigen Böden zwischen wenigen Metern und 4600 Meter Wassertiefe, gewöhnlich bis etwa 200 Meter Wassertiefe.

## Taxonomie
Das Taxon wurde 1776 von Otto Friedrich Müller als Mya nitida in die Literatur eingeführt. Sie wird heute allgemein in die Gattung Abra Lamarck, 1818 gestellt. Die Art erscheint in der älteren Literatur auch unter dem jüngeren Synonym Abra intermedia (Thompson, 1845).

## Belege

### Online
- Marine Bivalve Shells of the British Isles: Abra nitida (Müller, 1776) (Website des National Museum Wales, Department of Natural Sciences, Cardiff)